# 護佐丸阿麻和利之亂
護佐丸·阿麻和利之亂發生於1458年，是琉球國第一尚氏王朝時期因國王、權臣之間爭權奪利而引發的事件。
護佐丸唐名毛國鼎，字盛春，曾於1416年參加討伐北山國攀安知的戰鬥，並於1422年奉命建成著名的要塞座喜味城（今沖繩中頭郡讀谷村），被稱為「智將」。後來成為尚泰久王的岳父，權傾一朝。當時是讀谷山按司，鎮守中城城（今中頭郡中城村），幾乎獨攬了海外貿易的全部利益。假借護衛首里城的名義，自日本購入甲冑、刀劍等兵器。這引起了尚泰久王的戒心，暗中拉攏與之毗鄰的勝連按司阿麻和利，決定將王女百度踏揚下嫁給他，派親信夏居數（大城按司賢雄）護送王女前往勝連城。而護佐丸因海上貿易阿麻和利發生爭端，阿麻和利懷恨在心，趁機以女婿的身份向尚泰久王進讒，不久誣稱護佐丸將謀反。尚泰久王令阿麻和利調兵襲擊中城城，護佐丸自刃身亡。
攻滅護佐丸後，阿麻和利的勢力更加強大，計劃推翻尚泰久王自立。百度踏揚得知其夫將圖謀不軌，在夏居數的保護下秘密逃回首里城，尚泰久王以夏居數為主將前往徵討，誅滅阿麻和利，鞏固了自己的王位。